# Porcellio medinae
Porcellio medinae là một loài chân đều trong họ Porcellionidae. Loài này được Rodríguez & Barrientos miêu tả khoa học năm 1993.